# Mečislav Jablonský
Mečislav Jablonský (24. května 1925, Šumburk nad Desnou – 24. prosince 2010, Praha) byl československý diplomat. Po celou dobu komunistické éry v Československu byl čtyřicet let zaměstnancem ministerstva zahraničí, kde zastával řadu funkcí, v letech 1977–1982 byl prvním náměstkem ministra zahraničních věcí. Mezitím zastával důležité posty v zahraničí, byl velvyslancem v Íránu (1959–1962), Egyptě (1964–1968), Velké Británii (1974–1977), svou kariéru zakončil jako velvyslanec ve Francii (1982–1988).

## Životopis
Pocházel ze severních Čech, po záboru Sudet v roce 1938 jeho rodina přesídlila do vnitrozemí. Absolvoval obchodní akademii v Semilech a do konce druhé světové války pracoval jako úředník u různých soukromých firem. Po válce se stal členem KSČ a v letech 1945–1949 studoval na Vysoké škole politické a sociální, kde dosáhl titulu inženýra a od roku 1949 byl zaměstnancem ministerstva zahraničí. Nejprve byl pedagogickým asistentem na nově zřízené Dělnické diplomatické škole (1949–1950) a poté krátce působil na Asijském odboru Ministerstva zahraničí. V letech 1951–1956 působil ve východní Asii, kde byl velvyslaneckým tajemníkem v Pekingu a v letech 1953–1954 československým delegátem u Dozorčí komise neutrálních států pro dohled nad dodržováním příměří v Koreji. Po návratu do Prahy pracoval v letech 1956–1959 znovu na Asijském odboru ministerstva zahraničí.
Diplomatickou kariéru na vyšších postech zahájil jako vyslanec v Íránu (1959–1962), v době jeho odchodu z Teheránu byl zdejší zastupitelský úřad povýšen z vyslanectví na velvyslanectví (srpen 1962). V letech 1962–1964 byl vedoucím odboru pro Blízký východ na ministerstvu zahraničí a v letech 1964–1968 velvyslancem v Egyptě. V letech 1968–1974 vystřídal několik dalších funkcí na ministerstvu zahraničí a z funkce vedoucího západoevropského odboru přešel na post velvyslance ve Velké Británii (1974–1977). V letech 1977–1982 byl prvním náměstkem ministra zahraničí Bohuslava Chňoupka a měl na starosti především vztahy ČSSR se Západem. Nakonec zastával funkci velvyslance ve Francii (1982–1988). V roce 1985 se podílel na organizaci návštěvy francouzského ministra zahraničí Rolanda Dumase v Československu. Ministra Dumase do Prahy doprovázel a zároveň při příležitosti svých 60. narozenin obdržel Řád práce. V samotném závěru kariéry pomáhal organizovat historicky významnou návštěvu francouzského prezidenta Françoise Mitterranda v Praze v prosinci 1988. Ještě v prosinci 1988 ukončil Jablonský diplomatickou misi v Paříži a v lednu 1989 odešel do důchodu. Na postu velvyslance ve Francii jej nahradil dosavadní předseda vlády Slovenské socialistické republiky Peter Colotka.